# Варавва Іван Федорович
Іван Федорович Варавва (нар. 5 лютого 1925 — пом. 13 квітня 2005) — український та російський поет з Кубані.

## Біографія
Народився 5 лютого 1925 року на хуторі Новобатайському Самарського району Ростовської області в родині переселенців з Кубані. Літературну діяльність розпочав у Києві. На Кубані продовжив займатися літературою. Спочатку публікував вірші російською мовою, перекладав твори українських класиків російською, 1990-ті роки почали публікуватись його твори українською мовою. У радянський період його творчість відрізнялася широтою пошуків. Іван Варавва зберігав український кубанський пісенний фольклор, у 1966 році він включив у збірку «Пісні козаків Кубані», текст українського гімну «Ще не вмерла Україна», за що він був підданий жорсткій критиці з боку радянської влади. Деякі твори Варавви радянського періоду, що були написані російською мовою, містили свідчення лояльності радянській владі, одночасно демонстрували українську самосвідомість. Проте більшість його віршів була присвячена історичній долі України та Кубані, козацтву. Дослідниками відзначається, що його поезія перегукується із творчістю Тараса Шевченка.
Помер 13 квітня 2005 року на 81-му році життя. Краснодарській крайовій юнацькій бібліотеці надано його ім'я.

## Зразок творчості

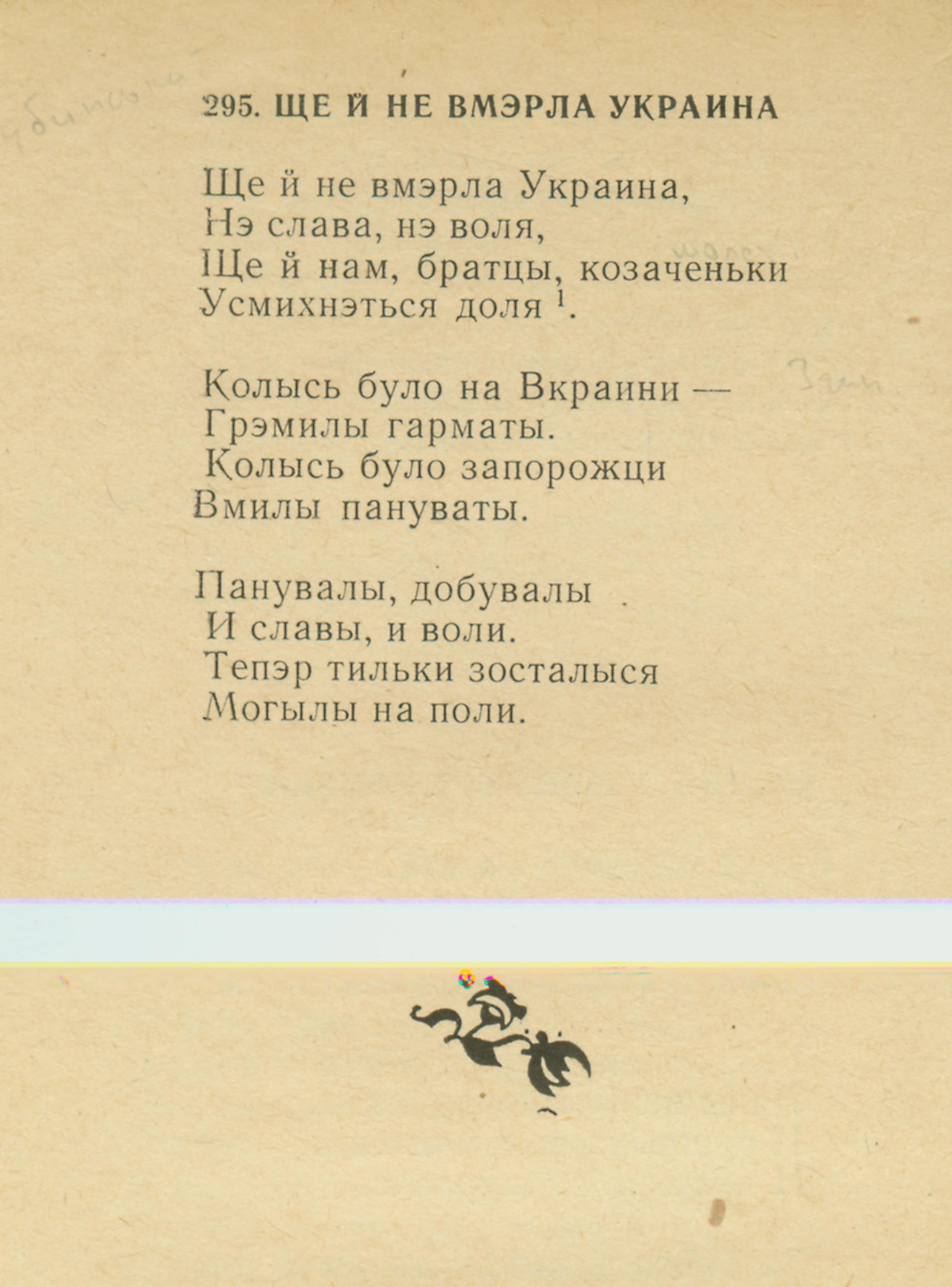
Текст Кубанської народної пісні надруковано в Радянському виданні «Песни кубанских казаков» з 1966 р.

Боронив я свою Україну,

Не боявся я лютих татар.

Тої слави повік не забуду,

Що колись я, як вітер, літав.

А тепер все пройшло, все минуло,

Чорна хмара кругом облягла.

І на щастя синів України

Злая доля к нам в гості прийшла.

Плачуть степи, широкії лани,

Плачуть гори в дрімучих лісах.

Плачуть діти – рожевії квіти,

Що навіки змарніла краса.

## Цікаві факти
Прототипом головного героя фільму Офіцери червоноармійця Івана Варавви, якого зіграв Василь Лановий, був дід поета, про якого він багато розповідав своєму товаришеві, авторові сценарію фільму.